# NGC 3939
NGC 3939 (NGC 3890) je spiralna galaktika u zviježđu Zmaju. Naknadno je utvrđeno da je NGC 3890 ista galaktika.

## Vanjske poveznice
- (eng.) SEDS: NGC 3939
- (eng.) Revidirani Novi opći katalog
- (eng.) Izvangalaktička baza podataka NASA-e i IPAC-a
- (eng.) Astronomska baza podataka SIMBAD
- (eng.) VizieR